# Go Diva
Go Diva, nombre artístico de Osmar Rodríguez (Lima, 1988), es un actor, maquilador, cantante y artista drag peruano.

## Vida y carrera
Desde muy pequeño, Osmar Rodriguez mostró su orientación sexual y su inclinación al arte, el espectáculo y el maquillaje. A la edad de 13 años empezó a crear su personaje drag bajo el nombre artístico de Go Diva, bautizada en homenaje a Lady Godiva. De adolescente se matriculó en el Club de Teatro de Lima, de donde se graduó con una carrera en actuación. Su primera madre drag fue la artista del Vale Todo, Coco Alarcón.
Para mejorar su técnica y estética, bajo el consejo de Alarcón y su familia carnal, se matriculó en un curso en el Centro Cultural Peruano Japonés, y trabajó en una cadena de perfumerías, donde aprendía a maquillar. Se debut ante un público que no fuesen personas de su íntimo círculo, fue en el Bobo Bar, en el distrito de Miraflores.
Paralelamente estudió Comunicación Audiovisual en el instituto Toulouse-Lautrec. Uno de sus trabajos fue realizar una publicidad para la Liga Peruana de Lucha contra el Cáncer, para concienciar sobre el cáncer de mama en hombres, donde aparece como Go Diva.
En 2009 migró a Buenos Aires, para estudiar Dirección de Arte. En la capital argentina conoció a su segunda madre drag, Elektra Trash, que la ayudó a participar como parte del elenco de las fiestas Club One en la discoteca Palacio Alsina, pero en sesiones vespertinas del domingo, donde afianzó su estética.
Al volver a Perú, se incorporó al elenco de espectáculos de la discoteca Matadero, donde su propuesta se basó en shows con música peruana y criolla, homenajeando a las grandes divas del género como Yma Súmac.
En noviembre de 2018 fue una de las principales interventoras en una edición de la conferencia «Tiempo Fuera» en la Universidad de Lima, centrada en las drag queens.
En 2023 fue una de las estrellas principales del musical ¡Dragtástico!, escrito por Mario Saldaña y Alberto Castro Antezana, junto con las también drag queens La Langosta y Georgia Hart. Se trata del primer musical drag en ver su estreno en el Gran Teatro Nacional del Perú.

## Teatro
- ¡Dragtástico! (2023)

## Filmografía
- Arde Lima (2024)